# Imants Jānis Bekešs
Imants Jānis Bekešs (ur. 16 sierpnia 1955) – łotewski urzędnik państwowy i polityk regionalny, poseł elekt na Sejm Republiki Łotewskiej X kadencji. 

## Życiorys
W 1985 ukończył studia prawnicze na Łotewskim Uniwersytecie Państwowym. W 2008 uzyskał stopień magistra nauk społecznych i prawnych na Uniwersytecie Łotewskim (LU). Od lat zatrudniony w policji, obecnie pełni funkcję dyrektora regionalnego na Łatgalię. W wyborach w 2002 bez powodzenia ubiegał się o mandat poselski z listy Światła Łatgalii w okręgu Kurlandii, zaś w wyborach w 2009 o mandat radnego z listy Partii Ludowej. W wyborach w 2010 uzyskał jeden z dwóch mandatów poselskich ruchu "O lepszą Łotwę", jakie przypadły na Łatgalię. 
Jest pułkownikiem, odznaczony Orderem Trzech Gwiazd oraz Orderem Westharda. 